# Carlungie Earth House

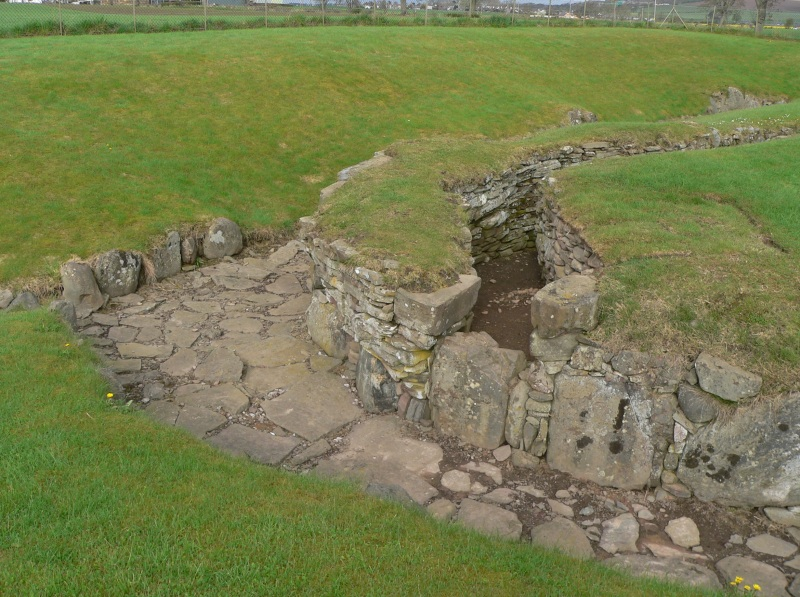
Deel van Carlungie Earth House.

Carlungie Earth House is een ondergrondse constructie uit de ijzertijd, gelegen 1,3 kilometer ten oosten van Newbigging in de Schotse regio Angus.

## Geschiedenis
Carlungie Earth House werd geconstrueerd in de ijzertijd rond 100 n.Chr.
De naam earth house (aarden huis) verwijst naar een theorie uit de achttiende en negentiende eeuw dat dit soort kelders dienden voor bewoning. In de twintigste eeuw werd deze theorie verworpen ten gunste van theorie dat deze constructies dienden als opslagkelder voor één of meerdere hutten of round houses. De earth houses worden dan ook tegenwoordig aangeduid als souterrains. Rond 200 n.Chr. werden de meeste souterrains opgevuld, alsof ze niet meer nodig waren. Carlungie Earth House werd opgevuld ergens in de periode 200 n.Chr. tot 250 n.Chr. Wellicht was dit het gevolg van veranderingen in religieuze, sociale en politieke structuren bij de Picten die weer het gevolg waren van wijzigingen in het Romeinse beleid.
Carlungie Earth House werd in 1949 ontdekt en in 1950-1951 onderzocht door F.T. Wainwright.
De enige dateerbare vondst betrof een Romeinse amfora, die in fragmenten op de vloer van een van de bijbehorende woningen werd gevonden.

## Bouw
Carlungie Earth House bestaat uit een thans opengelegde, gebogen gang van 39 meter in lengte. Hiervandaan lopen twee gangen naar het zuiden en één gang naar het noorden. Buiten het genoemde gangenstelsel bevinden zich acht geplaveide stukken grond die worden geassocieerd met het souterrain; waarschijnlijk zijn het resten van woningen of werkplaatsen. Het souterrain beschikte over vier ingangen.
Over de complexiteit van dit gangenstelsel wordt gezegd dat dit gangenstelsel een van de meest complexe is van de nog bestaande souterrains in Schotland.

## Beheer
Carlungie Earth House wordt beheerd door Historic Environment Scotland, net als het nabijgelegen Ardestie Earth House.